# Rostbukig malkoha
Rostbukig malkoha (Phaenicophaeus sumatranus) är en fågel i familjen gökar inom ordningen gökfåglar.

## Utseende och läte
Rostbukig malkoha är en cirka 40 cm lång gök. Ovansidan är mörkt grönglänsande, vingarna grönblå och stjärten blågrå. Huvudet är grått, liksom strupen och bröstet, medan den är roströd till kastanjebrun på buk och undre stjärttäckarna. Stjärtfjädrarna är vitspetsade undertill. På huvudet syns röd bar hud kring blågrått öga och grön näbb. Benen är blygrå till grågröna. Lätet beskrivs som ett "tok-tok" or "chi-chi", men även tunna och ljusa "mew" kan höras.

## Utbredning och systematik
Fågeln förekommer i södra Myanmar, södra Thailand, Malackahalvön, Sumatra och Borneo. Den behandlas som monotypisk, det vill säga att den inte delas in i några underarter.

## Levnadssätt
Rostbukig malkoha hittas i skogsbryn, ungskog, mangroveträsk och durianplantage, från låglänta områden upp till 1200 meters höjd. Den födosöker tystlåtet genom att krypa genom buskar och slyn. Födan består av bönsyrsor, olika sorters stickande insekter, syrsor, gräshoppor, stora håriga fjärilslarver och ibland även grodor. Arten häckar i juli på Borneo, medan parning noterats i slutet av augusti på Borneo. Boet placeras på olika höjd, alltifrån lågt i en buske till högt uppe i ett träd. Däri lägger den två vita ägg.

## Status
IUCN kategoriserar arten som nära hotad. Den tros minska relativt kraftigt till följd av skogsavverkning.